# アルフォンゾ・デナード
アルフォンゾ・デナード（Alfonzo Dennard 1989年9月9日 - ）はジョージア州ロシェル出身のアメリカンフットボール選手。現在フリーエージェント。ポジションはコーナーバック。

## 経歴
ジョージア州ウィルコックス郡の高校で彼はワイドレシーバーとコーナーバックでプレーした。最終学年では39回のレシーブで780ヤード、14TDをあげるとともに、53タックル、5インターセプトの記録を残した。スペシャルチームでもキックオフリターンで2回、パントリターンで1回あげ、ジョージア州のスポーツライター協会より、州のファーストチームに選ばれた。彼はアメリカンフットボールの他にバスケットボールでポイントガード、陸上競技で短距離走の選手でもあった。走幅跳での高校時代の自己ベストは6m68cmである。
大学入学を前に、彼はRivals.comから三つ星と評価され、ネブラスカ大学に進学した。3年次の2010年には14試合中13試合で先発し、31タックル、4インターセプトをあげて、ビッグ12カンファレンスのファーストチームに選ばれるとともに、カンファレンスの最優秀守備バックに与えられるテイタム・ウッドソン賞に選ばれた。
2012年のNFLドラフトではその年のベストのコーナーバックの1人と見られており、2巡から4巡あたりでの指名が予想されていたが、サウスカロライナ大学とのキャピタルワンボウルでアルション・ジェフリーと乱闘を起こし退場処分を受けた。同月に行われたシニアボウルでも精彩を欠いたプレーに終わった。ドラフトの1週間前の4月21日には、ネブラスカ州リンカーンで警察官を殴る事件を起こした。このためドラフトでの指名順位を落とし、7巡でニューイングランド・ペイトリオッツに指名された。
開幕から4週をハムストリングスの怪我で欠場した彼は、第5週のデンバー・ブロンコス戦でスターリング・ムーアとのローテーションで起用された。この試合で彼は1タックルをあげるとともに、ペイトン・マニングからの4回のパスを1回も成功させなかった。10月21日のニューヨーク・ジェッツ戦ではマーク・サンチェスからのパスをエンドゾーン付近でインターセプトした。翌週のセントルイス・ラムズ戦でもサム・ブラッドフォードのパスをインターセプトした。11月16日、バッファロー・ビルズ戦でのレイトヒットに対して7875ドルの罰金が科された。11月18日のインディアナポリス・コルツ戦でアンドリュー・ラックのパスをインターセプト、87ヤードをリターンしてプロ初タッチダウンをあげた。第15週のサンフランシスコ・フォーティナイナーズ戦でひざを負傷して退場した。1年目の2012年は先発7試合を麩食う10試合に出場して35タックル、3インターセプト、7パスディフェンスの成績をあげた。
2013年2月20日、ドラフト前に警官を殴ったことに対して有罪判決を受けた。その後、この件への刑罰が言い渡され、2014年3月からの30日間の禁固、2年間の保護観察処分、100時間の地域奉仕活動が科された。
2013年7月11日には、2014年1月11日のプレーオフでのコルツ戦ではラックから2度のインターセプトをあげた。
2014年は、6試合に出場した後、故障者リスト入りしたため、チームは第49回スーパーボウルで優勝したが出場はかなわなかった。2015年5月5日、ペイトリオッツから解雇された。
ペイトリオッツから解雇された翌5月6日、アリゾナ・カージナルスと契約を結んだ。同年7月29日、カージナルスから解雇された。
2017年にアリーナフットボールリーグのボルチモア・ブリゲイドとカナディアン・フットボール・リーグのサスカチュワン・ラフライダーズと契約するも、いずれも短期間でカットされた。

## 人物
従兄弟のダーキーズ・デナードもNFLのコーナーバックとなっている。